# Grand Wizard
Grand Wizard (auch Imperial Wizard; auf Deutsch Großer/Imperialer Hexenmeister) ist ein im Ku-Klux-Klan vergebener Titel. In der Hierarchie des Ku-Klux-Klans stellt er die höchste Position dar.

## Grand/Imperial Wizards
- Nathan Bedford Forrest, Grand Wizard, Reconstruction Klan, 1867–1869[1]
- William J. Simmons, Imperial Wizard, Second Klan, 1915–1922[2]
- Hiram Wesley Evans, Imperial Wizard, Second Klan, 1922–1939[3]
- James Colescott, Imperial Wizard, Second Klan, 1939–1944[4]
- Edgar Ray Killen (1925–2018), „Imperial Wizard of the White Knights of the KKK“[5]
- David Duke, Grand Wizard, Knights of the Ku Klux Klan, 1974–1979/1980[6]
- Donald „Don“ Black, Grand Wizard, Knights of the Ku Klux Klan, 1979/1980–1981